# 食材偽装問題
この記事では、2013年の日本で発覚し社会問題化した食材偽装問題（しょくざいぎそうもんだい）について記述する。以前から同種の問題は発覚していたが、社会問題化したのは2013年（平成25年）10月の阪急阪神ホテルズによる発表以降である。
まず発覚し大きく報道されたのが、複数のホテルのレストランで提供された料理のメニューで、表示していた食材や産地と異なるものを使用していた事件であったことから「ホテル食品偽装問題」「メニュー偽装問題」とも呼ばれた。ホテルだけでなく百貨店内のレストランや物販など、全国各地で偽装が発覚し社会問題化した。ホテルや百貨店といった高級店で多数の食材偽装が長期にわたり行われていたことが判明したため、ブランドは大きく失墜し、消費者の信頼を失うこととなった。

## 騒動の前夜
公正取引委員会が、宿泊業界に対して不当景品類及び不当表示防止法（景品表示法）違反として、排除命令を出す事例が過去にあった。
ヒルトン東京内のフランス料理店にて、山形牛を「前沢牛」と表示(料理長指示)、オーガニック野菜を使っている（実際は違った）ようにポスター表示、「北海道産ボタンエビ」とメニュー表示したがすべてカナダ産を使用していた。公正取引委員会は2008年12月16日、これらの表示に対して日本ヒルトンへ排除命令を出した。
2010年4月、ホテルグランヴィア京都運営の同ホテル内飲食店では、メニューなどに「京地鶏の肉」としたがブロイラーの肉を使用、記載されていた半熟卵は用いられていなかった。2010年12月9日、これによりジェイアール西日本ホテル開発に対する措置命令（優良誤認）が出された。
消費者庁は2011年より、消費者庁ウェブページにおいて、牛脂注入加工肉のことを「ビーフステーキ」「やわらかビーフステーキ」と表現する場合には、例えば「牛脂注入加工肉使用」「インジェクション加工肉を使用したものです。」というように、料理の食材が牛脂注入加工肉であることを明瞭に記載すれば、直ちに景品表示法上問題となることはない」という見解を表明していた。

## 東京ディズニーリゾート・プリンスホテルでの発表
2013年6月、東京ディズニーリゾート内の3ホテルにて、車エビと表記していたにもかかわらず、実際はブラックタイガーを使用していたなどの問題が発覚した。東京ディズニーシー・ホテルミラコスタ、ディズニーアンバサダーホテル、東京ディズニーランドホテルにおいて、メニューの表記と異なる食材をレストランやルームサービスで提供していた問題では、ホテル運営のミリアルリゾートホテルズ（オリエンタルランドの完全子会社）は、同年5月30日にお詫び発表を行ったものの、同年7月1日にはすでにサイト上からお詫び文を削除した。当時のホテル側の認識はこの程度のものであった。
プリンスホテルは6月17日、運営4ホテル（ザ・プリンスさくらタワー東京、グランドプリンスホテル高輪、グランドプリンスホテル新高輪、品川プリンスホテル）にて同内飲食店舗やルームサービスで表示とは異なる食材で提供していたと発表。さらに一週間後の24日には、国内グループのホテル、ゴルフ場に対する社内調査により、新たに12施設で同様の事例が判明したと発表した。
2013年6月の、これらの度重なるホテルメニュー表示に関する発表は、阪急阪神ホテルズが内部調査を行うきっかけになったと言われる。

## 阪急阪神ホテルズの発表
発端は、阪急阪神ホテルズの複数のホテルが、10月22日に提供した料理の食材が表示したものと異なっていたと発表した。これらのホテルの料理は、例えば「ビーフステーキ」と表示されていたものの実際は牛脂を注入した成型肉であったり、「鮮魚」と表示されていたものの、実際は冷凍保存した魚が使用されていたということである。
ホテル側は「担当者の知識不足や理解不足からこのような問題が発生した」との発言をした。また「顧客に対しては利用状況を確認したうえで料金を返金する」とした。10月24日には出崎弘社長が記者会見を行い謝罪を行ったが、「これは偽装ではなく誤表記」と強調し「不正に利益を上げる意思はなかった」と述べた。
だが28日に行った記者会見では、再調査の結果「従業員は虚偽表示と認識していた上でこのようなことを行ったという事例があった」と謝罪した。出崎弘はこの問題の責任を取る形で、阪急阪神ホテルズ社長と阪急阪神ホールディングスの取締役を辞任すると表明した。
NHKは「阪急阪神ホテルズは、プリンスホテルの問題を先例として参考にしたため、事態の拡大を予測できなかった」と報道した。

## 阪急阪神ホテルズの問題発覚以降
阪急阪神ホテルズの問題発覚以降、各地のホテルでも食品を偽装していたという事実が発覚している。ザ・リッツ・カールトンは10月26日に記者会見を行い、7年前から偽装していたと公表した。
ルネッサンスサッポロホテルも10月29日の記者会見で、メニューに「大正エビ」や「シバエビ」と表記しながら異なるエビを提供することを、9年前から行っていたと認めて謝罪した。
帝国ホテルでは10月30日、瞬間冷凍した非加熱加工品のストレートジュース（外部から購入したもの）を「フレッシュジュース」と表記するという、農林物資の規格化等に関する法律に反する行為が発覚した。
JR四国ホテルグループは同10月30日、JRホテルクレメント宇和島のレストランで「自家製漬物」と表記していたのが既製品であったこと、JRホテルクレメント徳島で「和風ステーキ膳」に牛脂注入肉の使用を記載しなかったことを公表した。
ホテルコンコルド浜松では、静岡県産食材を使用としながら、実際には使っていないケースがあったことを公表した。
近鉄旅館システムズでは10月31日、奈良万葉若草の宿三笠（奈良市）で「大和肉」と表記していたものを県外産の食材を、「和牛」と表記していたものを「オーストラリア産牛肉の成形肉」を使用していたことが発覚した。
JRタワーホテル日航札幌は11月1日、「芝海老」と表記していたものを「バナメイエビ」を使用していたことなどを公表した。
名鉄グランドホテルは同11月1日、「伊勢エビ」と表記していたものを「ロブスター」、「車海老」と表記していたものを「ブラックタイガー」を使用していたことを公表した。
11月5日には、ホテル京阪の系列の3ホテルで、加工肉の使用を明記せず「牛サイコロステーキ」と提供していたことを公表した。
東急ホテルズは同11月5日、ザ・キャピトルホテル 東急や名古屋東急ホテル、京都東急ホテルなどで、「芝海老」と表記していたものを「バナメイエビ」、「ステーキ」と表記していたものを加工肉を使用していたことなどを公表した。
11月6日には、JR西日本ホテルズが運営するホテルグランヴィア京都やホテルグランヴィア広島、三宮ターミナルホテルで、「鮮魚」としていたものを冷凍魚を使用していたことが発覚した。
11月15日には、ダイワロイヤルホテルズが運営する串本ロイヤルホテルや橿原ロイヤルホテルなど12ホテルで、「芝海老」と表記していたものを「バナメイエビ」、「鮮魚」としていたものを冷凍魚を使用、また成型肉の使用を表示していなかったことを公表した。

## 業界団体の対応
この問題を受け、日本ホテル協会は再発防止に向けて、加盟ホテルを対象として法の概要や法に抵触する事例の理解を深めることを目的とした講習会を行うとした。
日本百貨店協会では、加盟85社のうち約6割にあたる51社121店で食品の産地偽装などの虚偽表示が判明したため、再発防止策としてテナント業者に対し食品産地の証明書提出を求めることなどを加盟各社に要請した。

## 行政の対応
消費者庁は、2013年11月11日・12日に景品表示法違反（優良誤認）の疑いで、新阪急ホテル（大阪市、阪急阪神ホテルズ）、リッツカールトン大阪（大阪市、阪神ホテルシステムズ）、奈良万葉若草の宿三笠（奈良市、近鉄旅館システムズ）の立ち入り検査に入った。
日本国政府は2014年10月24日、実際よりも著しく優良と誤認させるなどの不当表示をした事業者に、課徴金を科す制度を盛り込んだ景品表示法改正案を安倍内閣において閣議決定した。

## 問題になった表示
| メニュー上の食材表示   | 実際に用いられた食材                              | メニューで表示されていた料理名 | 該当するホテル等                      |
| ---------------------- | ------------------------------------------------- | ------------------------------ | ------------------------------------- |
| 前沢牛                 | 山形牛                                            |                                | ヒルトン東京                          |
| オーガニック野菜       | 通常の野菜                                        |                                | ヒルトン東京                          |
| 北海道産ボタンエビ     | カナダ産のボタンエビ                              |                                | ヒルトン東京                          |
| 沖縄産豚肉             | 沖縄産ではない豚肉                                |                                | 阪急阪神ホテルズ                      |
| 京地鶏                 | ブロイラー                                        | 「鶏すき焼き」                 | グランヴィア京都                      |
| 牛肉                   | 牛脂注入加工肉                                    | 「ビーフステーキ」             |                                       |
| 芝エビ                 | バナメイエビ                                      | 「エビチリ」                   |                                       |
| 車エビ                 | ブラックタイガー                                  |                                |                                       |
| 伊勢エビ               | ロブスター（オマールエビ）                        |                                | 名鉄グランドホテル                    |
| 鮮魚                   | 冷凍魚                                            |                                |                                       |
| 九条ネギ               | 青ネギ・白ネギ                                    |                                | 阪急阪神ホテルズ                      |
| フランス産栗           | 中国産                                            | 「モンブラン」                 |                                       |
| フレッシュジュース     | 加熱殺菌済みストレートジュースや 濃縮還元ジュース | 「フレッシュジュース」         | 帝国ホテル                            |
| 自家製ソーセージ       | 外部に製造を委託したソーセージ                    |                                | ホテルオークラ                        |
| 自家製パン             | 外部に製造を委託したり既製品を仕入れたりしたもの  |                                | ザ・リッツ・カールトン                |
| 北海道スモークサーモン | ノルウェー、チリ産のサーモン                      |                                | ザ・ウィンザーホテル洞爺リゾート&スパ |